# Maurice Dodd
Pour les articles homonymes, voir Dodd.
Maurice Dodd (né le 25 octobre 1922 à Hackney et mort le 31 décembre 2005) est un auteur de bande dessinée britannique connu pour son long travail sur le comic strip The Perishers.

## Œuvres
- The Perishers.

### Documentation
- Hop ! n°110, 2e trimestre 2006, page 46 : Rubrique Remember.